# گویچه‌ای‌ها
گویچه‌ای‌ها (نام علمی: Cotula) نام یک سرده از تبار بابونه‌ایان است.